# Transit O-1
Transit O-1 – amerykański wojskowy satelita nawigacyjny; pierwszy statek Transit serii operacyjnej. Pracował tylko kilka dni. Wraz z nim wyniesiono satelity Calsphere 1 i 2.

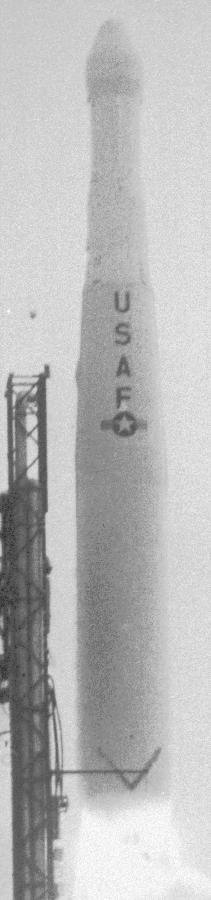
Start Transita O-1 rakietą Thor Able Star

Stanowił część systemu nawigacji dla okrętów podwodnych US Navy przenoszących pociski balistyczne typu UGM-27 Polaris. Zbudowany przez Naval Avionics Facility.
Statek pozostaje na orbicie, której trwałość szacuje się na 1 000 lat.